# Миноносец №141
№ 141 — один из 25 миноносцев типа «Пернов», построенных для Российского императорского флота.

## История корабля
Заложен на стапеле Невского судомеханического завода в 1896 году, спущен в августе 1897, вступил в строй в ноябре 1897 года. 8 февраля 1911 года сдан к Кронштадтскому военному порту для разоружения, демонтажа и реализации с исключением из списков Балтийского флота.